# Landkreis Pingtung
Der Landkreis Pingtung (chinesisch 屏東縣, Pinyin Píngdōng Xiàn, Tongyong Pinyin Píngdong Siàn, Zhuyin ㄆㄧㄥˊ ㄉㄨㄥ ㄒㄧㄢˋ) ist der südlichste Landkreis der Republik China (Taiwan) auf Taiwan. Seine Hauptstadt ist die Stadt Pingtung.

## Lage und Klima
Der Landkreis Pingtung grenzt im Nordwesten an die Stadt Kaohsiung, im Nordosten an den Landkreis Taitung, im Südosten an den Pazifischen Ozean und im Westen an das Südchinesische Meer. Die im Nordwesten des Landkreises östlich von Kaohsiung gelegene Pingtung-Ebene um die Hauptstadt Pingtung ist der am dichtesten besiedelte Teil und das industrielle Zentrum des Landkreises. Der Süden und Osten wird von den südlichen Ausläufern des zentralen Berglandes Taiwans eingenommen, die an der nordöstlichen Kreisgrenze Höhen über 3000 m erreichen. Zum Landkreis Pingtung gehört die etwa 15 km vor der Westküste gelegene 6,8 km² große Koralleninsel Xiaoliuqiu (小琉球).
Das Klima in den Ebenen ist ein subtropisches Monsun-Klima. Die Jahresdurchschnittstemperatur beträgt etwa 25 °C ohne größere jahreszeitliche Schwankungen. Der heißeste Monat ist der Juli und der kälteste der Januar, mit einer Durchschnittstemperatur von 19,5 °C. Durch die exponierte Lage mit der Straße von Luzon im Süden, der Formosastraße im Westen und dem Pazifik im Osten ist der Landkreis häufig von tropischen Stürmen betroffen.

## Bevölkerung
Der Landkreis hatte im September 2024 etwa 790.000 Einwohner. Die Bevölkerungsdichte war mit etwa 285 Einwohnern pro km² weniger als halb so hoch wie im Landesdurchschnitt. Die Bevölkerung konzentriert sich ganz überwiegend in der Pingtung-Ebene, während das Bergland im Osten dünn besiedelt ist. Etwa 60–70 % der Bevölkerung sind Nachkommen von Einwanderern, die  in den vergangenen Jahrhunderten aus der südchinesischen Provinz Fujian und umliegenden Gebieten eingewandert sind, und sprechen Min-Nan-chinesische Sprachen, vor allem Taiwanisch. Weitere 20–30 % sind Hakka, deren Vorfahren ebenfalls vom chinesischen Festland kamen.
Acht ländliche Gemeinden im Bergland genießen einen Sonderstatus als „Gemeinden der Ureinwohner“. Dies sind von Norden nach Süden: Sandimen, Wutai, Majia, Taiwu, Laiyi, Chunri, Shizi und Mudan. Hier wohnen hauptsächlich Angehörige der indigenen Völker Taiwans. Nach einer Erhebung der Landkreisregierung aus dem Jahr 2014 waren 58.177 Personen (etwa 7 % der Kreisbevölkerung) den indigenen Völkern zugehörig. Davon machten die Paiwan mit 47.290 den größten Anteil aus. Die Rukai kamen mit 5825 Personen an zweiter Stelle. Danach folgten Amis, Bunun und Atayal.

## Geschichte
Der Name „Pingtung“ ist zuerst während der japanischen Kolonialherrschaft über Taiwan (1895–1945) greifbar. In dieser Zeit war das Gebiet des späteren Landkreises als Distrikt Heitō Teil der Präfektur Takao (1920–1945). Der Name wurde vermutlich in Anlehnung an die lokale Bildungseinrichtung Pingdong Shuyuan (屏東書院), die zur Zeit des Qing-Kaisers Jiaqing eingerichtet worden war, gewählt. Nach der Übernahme Taiwans durch die Republik China nach dem Zweiten Weltkrieg wurde der Landkreis Pingtung im Jahr 1950 in seinen heutigen Grenzen eingerichtet.

## Landwirtschaft und Fischerei
Bedingt durch die milden Temperaturen und die hohe Sonnenscheindauer sind bis zu drei Ernten im Jahr möglich (zwei Ernten Nassreis und eine für anderes Getreide). Der Landkreis gilt als „Obstkorb Taiwans“. An Obstsorten werden Javaäpfel (vor allem in Fangliao), Kokosnüsse (in Changzhi, Linluo, Hengchun, Yanpu), Mangos (in Fangliao, Shizi, Taiwu, Fangshan, Laiyi, Sandimen, Wanluan), Bananen (in Gaoshu, Chaozhou, Wanluan, Ligang, Yanpu), Ananas (in Gaoshu, Wanluan, Neipu), Papayas (in Changzhi, Gaoshu, Neipu), Litschi (in Gaoshu, Neipu, Hengchun), Zitrusfrüchte (in Gaoshu, Jiuru, Ligang, Yanpu), Sternfrucht (in Gaoshu, Ligang), Jujube (in Gaoshu) und andere angebaut. An Gemüse werden Zwiebeln und Gurken geerntet. Weitere landwirtschaftliche Produkte sind Reis, Betelnüsse, Adzukibohnen (in Xinyuan, Wandan), Kaffee (in Sandimen, Wanluan, Neipu, Taiwu), Nestfarn (ein traditionelles Gemüse; in Shizi und Fangshan) und Pflanzen des Gartenbaus.
Die Gewässer um Pingtung sind fischreich. Bekannt sind vor allem der hier gefangene Riesenzackenbarsch und der Blauflossenthunfisch.

## Städte und Gemeinden
Einzige Stadt (市,  Shì) und mit Abstand größte Siedlung ist die etwa 193.000 Einwohner (September 2024) zählende Kreisstadt Pingtung. Daneben gibt es die drei Stadtgemeinden (鎮,  Zhèn) Chaozhou, Donggang und Hengchun sowie 29 Landgemeinden (鄉,  Xiāng).
| Gemeinden im Landkreis Pingtung |
| --- |
| Jiuru Pingtung Donggang Chaozhou Hengchun Checheng Fangliao Fangshan Jiadong Liuqiu Kanding Ligang Nanzhou Linbian Linluo Manzhou Neipu Wandan Wanluan Xinpi Xinyuan Yanpu Zhutian Laiyi Majia Mudan Sandimen Shizi Taiwu Wutai Gaoshu Chunri Changzhi Tainan Kaohsiung Landkreis Taitung |

Die Bevölkerungszahlen waren im April 2018 die im Folgenden aufgeführten.
| Gemeinde                            | chin.    | Hanyu Pinyin   | Taiwanisch (POJ)  | Fläche (km²) | Ein- wohner | Ew./ km² |
| ----------------------------------- | -------- | -------------- | ----------------- | ------------ | ----------- | -------- |
| 1 Stadt                             |          |                |                   |              |             |          |
| Pingtung                            | 屏東市   | Píngdōng Shì   | Pîn-tong-chhī     | 065,0670     | 200.311     | 3.082    |
| 3 Stadtgemeinden                    |          |                |                   |              |             |          |
| Chaozhou                            | 潮州鎮   | Cháozhōu Zhèn  | Tiô-chiu-tìn      | 042,4331     | 054.107     | 1283     |
| Donggang                            | 東港鎮   | Dōnggǎng Zhèn  | Tang-káng-tìn     | 029,4636     | 047.840     | 1628     |
| Hengchun                            | 恆春鎮   | Héngchūn Zhèn  | Hêng-chhun-tìn    | 136,7630     | 030.765     | 0224     |
| 21 Landgemeinden                    |          |                |                   |              |             |          |
| Changzhi                            | 長治鄉   | Chángzhì Xiāng | Tióng-tī-hiong    | 039,8861     | 029.835     | 0754     |
| Checheng                            | 車城鄉   | Chēchéng Xiāng | Chhia-siâⁿ-hiong  | 049,8517     | 08.628      | 0173     |
| Fangliao                            | 枋寮鄉   | Fāngliáo Xiāng | Pang-liâu-hiong   | 057,7347     | 024.503     | 0426     |
| Fangshan                            | 枋山鄉   | Fāngshān Xiāng | Pang-soaⁿ-hiong   | 017,2697     | 05.467      | 0317     |
| Gaoshu                              | 高樹鄉   | Gāoshù Xiāng   | Ko-chhiū-hiong    | 090,1522     | 024.502     | 0274     |
| Jiadong                             | 佳冬鄉   | Jiādōng Xiāng  | Ka-tang-hiong     | 030,9842     | 019.284     | 0628     |
| Jiuru                               | 九如鄉   | Jiǔrú Xiāng    | Kíu-jû-hiong      | 042,0187     | 022.101     | 0526     |
| Kanding                             | 崁頂鄉   | Kǎndǐng Xiāng  | Khàm-téng-hiong   | 031,2659     | 015.574     | 0504     |
| Ligang                              | 里港鄉   | Lǐgǎng Xiāng   | Lí-káng-hiong     | 068,9208     | 026.339     | 0385     |
| Linbian                             | 林邊鄉   | Línbiān Xiāng  | Nâ-piⁿ-hiong      | 015,6233     | 017.964     | 1161     |
| Linluo                              | 麟洛鄉   | Línluò Xiāng   | Lîn-lo̍k-hiong     | 016,2600     | 011.077     | 0682     |
| Liuqiu                              | 琉球鄉   | Liúqiú Xiāng   | Liû-khiû-hiong    | 06,8018      | 012.307     | 1815     |
| Manzhou                             | 滿州鄉   | Mǎnzhōu Xiāng  | Boán-chiu-hiong   | 142,2013     | 07.964      | 055      |
| Nanzhou                             | 南州鄉   | Nánzhōu Xiāng  | Lâm-chiu-hiong    | 018,9700     | 010.656     | 0563     |
| Neipu                               | 內埔鄉   | Nèipǔ Xiāng    | Lāi-po͘-hiong      | 081,8554     | 054.491     | 0669     |
| Wandan                              | 萬丹鄉   | Wàndān Xiāng   | Bān-tan-hiong     | 057,4679     | 050.782     | 0887     |
| Wanluan                             | 萬巒鄉   | Wànluán Xiāng  | Bān-loân-hiong    | 060,7315     | 020.530     | 0339     |
| Xinpi                               | 新埤鄉   | Xīnpí Xiāng    | Sin-pi-hiong      | 059,0102     | 010.115     | 0168     |
| Xinyuan                             | 新園鄉   | Xīnyuán Xiāng  | Sin-hn̂g-hiong     | 038,3109     | 035.122     | 0923     |
| Yanpu                               | 鹽埔鄉   | Yánpǔ Xiāng    | Iâm-po͘-hiong      | 064,3493     | 025.829     | 0404     |
| Zhutian                             | 竹田鄉   | Zhútián Xiāng  | Tek-chhân-hiong   | 029,0732     | 017.116     | 0591     |
| 8 Berglandgemeinden der Ureinwohner |          |                |                   |              |             |          |
| Chunri                              | 春日鄉   | Chūnrì Xiāng   | Chhun-ji̍t-hiong   | 160,0010     | 04.891      | 030      |
| Laiyi                               | 來義鄉   | Láiyì Xiāng    | Lâi-gī-hiong      | 167,7756     | 07.423      | 045      |
| Majia                               | 瑪家鄉   | Mǎjiā Xiāng    | Má-ka-hiong       | 078,7008     | 06.758      | 086      |
| Mudan                               | 牡丹鄉   | Mǔdān Xiāng    | Bó͘-tan-hiong      | 181,8366     | 04.942      | 027      |
| Sandimen                            | 三地門鄉 | Sāndìmén Xiāng | Soaⁿ-tē-mn̂g-hiong | 196,3965     | 07.678      | 039      |
| Shizi                               | 獅子鄉   | Shīzǐ Xiāng    | Soaⁿ-tē-mn̂g-hiong | 301,0018     | 04.918      | 016      |
| Taiwu                               | 泰武鄉   | Tàiwǔ Xiāng    | Thài-bú-hiong     | 118,6266     | 05.352      | 044      |
| Wutai                               | 霧臺鄉   | Wùtái Xiāng    | Bū-tâi-hiong      | 278,796      | 03.330      | 012      |

## Sehenswürdigkeiten
An der Südspitze liegt der 1984 eingerichtete Kenting-Nationalpark, der mit tropischen Stränden, Korallenriffen und (semi-)tropischen Regenwäldern ein bedeutendes Tourismusziel ist. Hier befindet sich auch das Nationale Museum für Meeresbiologie und Aquarium, in dem großflächig in Aquarien und Ausstellungshallen Meereslebewesen aus Taiwan und aller Welt präsentiert werden. Eine weitere Attraktion des Landkreises ist das Sichongxi-Thermalbad.